# Stanisław Borowski

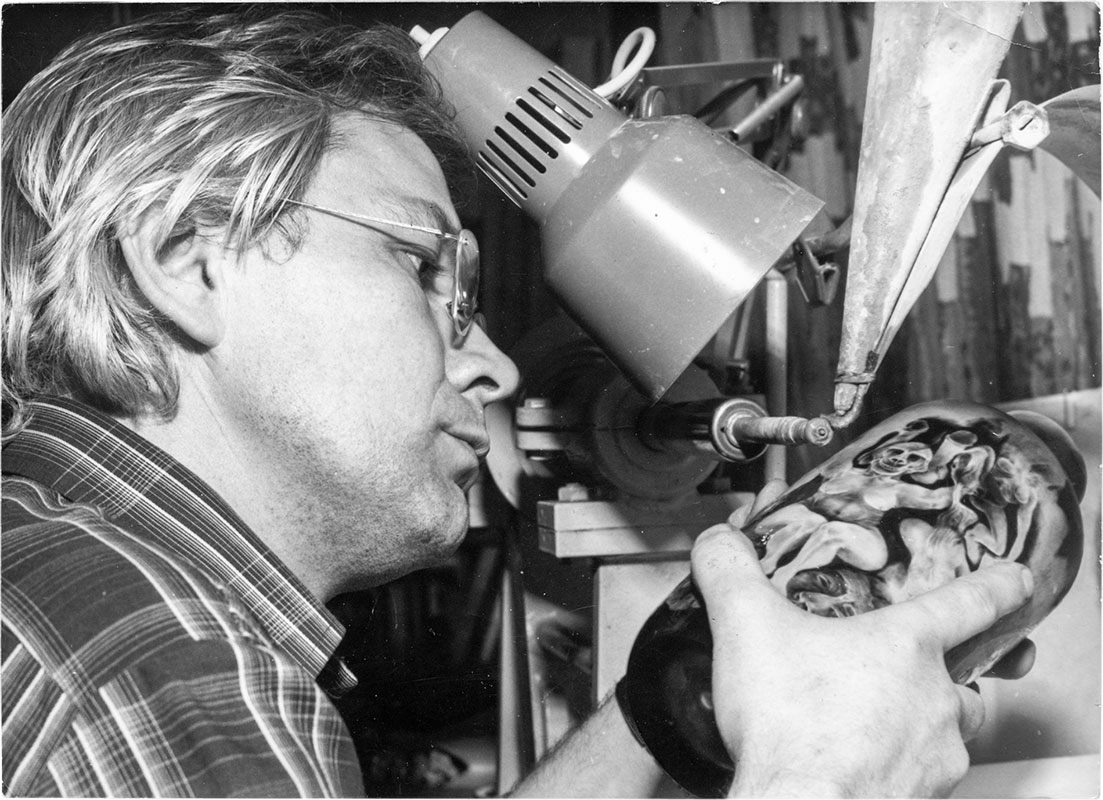
1979, Krosno, Stanisław Borowski graviert in seiner ersten eigenen Werkstatt.

Stanisław Borowski (* 28. August 1944 in Moûtiers, Frankreich) ist ein polnischer Glaskünstler. Er gilt als einer der großen Namen in der europäischen Studioglasbewegung der späten 1970er Jahre. Seine gravierten Skulpturen und Gefäße, die stilistisch dem magischen Realismus zugeordnet werden, setzen sich mit den politischen Themen seiner Zeit und der menschlichen Existenz auseinander. Seine Arbeiten zeigen meist irreale, magische menschliche Figuren.
Zu Beginn seiner künstlerischen Laufbahn waren es einfache, farbig überfangene Glaskörper, die er mit selbstgebauten Werkzeugen bearbeitete, um die Bilder seiner Phantasie in die dünne Glashaut zu gravieren. Mit den wachsenden technischen Möglichkeiten, die ihm mit den Jahren zur Verfügung stehen, entstehen mundgeblasene, mehrfach überfangene Hohlkörper, die graviert und zusammen mit frei an der Glaspfeife geformten Skulpturen zu komplexen bildhauerischen Kompositionen montiert werden. Die wechselseitige Wirkung zwischen Gravur und Plastik eröffnet neue Möglichkeiten und veräußerlicht die Gefühlswelten und die Stimmungen des Künstlers.

## Leben
Borowski wurde am 28. August 1944 in Moûtiers, Frankreich geboren. Sein Vater Jan Borowski hatte dort als polnischer Arbeitsmigrant zwischen den Kriegen Beschäftigung in der Kohleindustrie gefunden. Die Familie Borowski kehrte jedoch 1948 nach Polen zurück, wo Stanisław Borowski zunächst eine Ausbildung zum Mechaniker absolvierte. Von klein an zeichnete Borowski, malte, schuf Skulpturen. Meistens heimlich, um den Ärger seines Vaters nicht zu provozieren, der die finanziellen Risiken fürchtete, die das Künstlerleben mit sich bringen könnte.
1964 entschied er sich in der Glashütte von Krosno als Glasschleifer zu arbeiten. Er durchlief im Laufe der Zeit sämtliche Produktionsbereiche und lernte so die verschiedenen Möglichkeiten der Glasgestaltung kennen. Seine ersten Arbeiten entstanden im transparenten, dann im zweischichtig farbigen, meistens rubinroten Glas. Da sich Borowskis künstlerischer Anspruch jedoch im industriellen Umfeld der Hütte nicht entfalten konnte, richtete er sich 1970 heimlich eine Werkstatt in der Garage seiner Tante ein. Parallel studierte er die zugängliche Fachliteratur über Glaskunst und besuchte Kunstausstellungen. 1973 verließ er nach acht Jahren die Glashütte. „Ich hatte es satt, für jemanden zu arbeiten, immer wieder künstlerische Kompromisse einzugehen und vor allem, die kommunistischen Parteifunktionäre in Glasvasen zu porträtieren.“
In seiner Garagenwerkstatt entstanden Glasgravuren und erste skulpturale Formen. Die Einschränkungen des improvisierten Werkraumes sowie der schwierige Zugang zum Rohmaterial und der fehlende Glasofen machten Borowski zu schaffen. Gleichzeitig wuchsen mit der Verbesserung seiner Gravurtechnik die künstlerischen Ansprüche. Als Borowski 1977 die Ausstellung „1. Coburger Glaspreis für moderne Glasgestaltung in Europa“ besuchte, fand er sein künstlerisches Ziel in den Arbeiten der Studioglasbewegung. Die ersten Kontakte zu deutschen Glaskünstlern und Galerien wurden geknüpft.
1980 sandte Borowski einige Schwarzweißfotos seiner Arbeiten für die „New Glass Review 2“ zum Corning Museum of Glass in New York. Die Arbeit „Ghost“ schaffte es in die Auswahl und wurde letztlich vom Museum angekauft. Das lenkte die Aufmerksamkeit der Glaskunstwelt auf den polnischen Künstler.
Die politische Situation in Polen verschlechterte sich unter anderem durch den 1981 verhängten Kriegszustand. Für die Teilnahme am Glassymposium in Frauenau erhielt Borowski 1982 eine Ausreisegenehmigung für sich selbst. Zu diesem Zeitpunkt war Stanisław Borowski verheiratet und Vater dreier Söhne: Paweł (* 1969), Wiktor (* 1971) und Stani Jan (* 1981).

### Deutschland 1982–1991

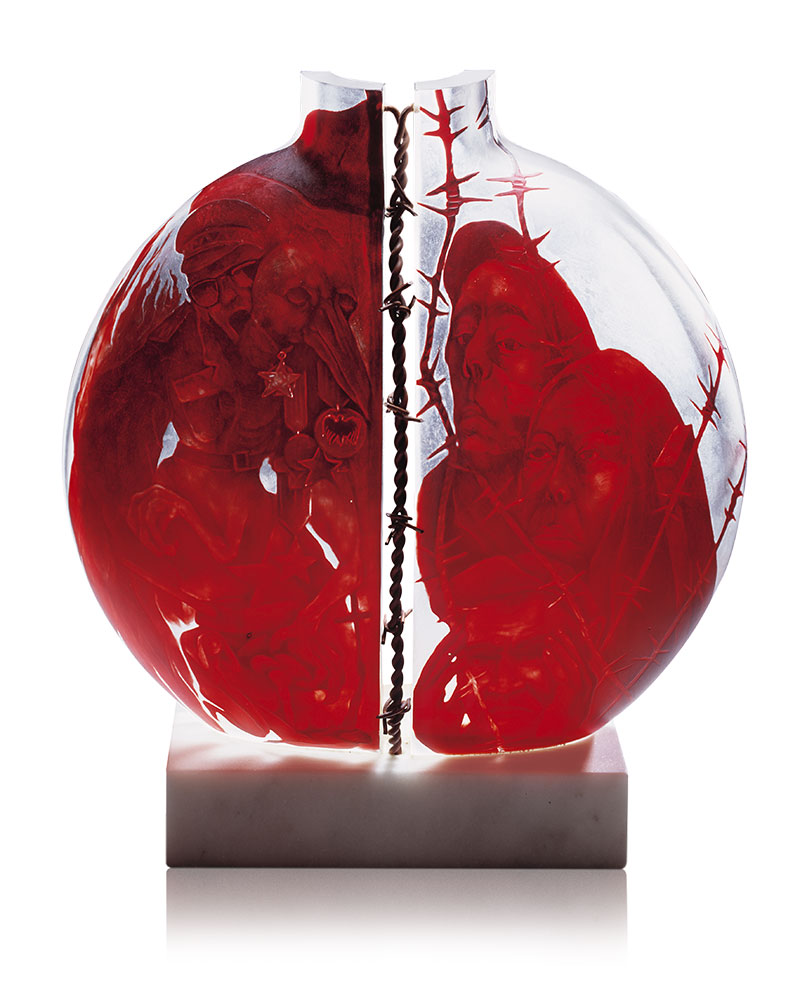
Never Tear Us Apart, Stanislaw Borowski, 1981, Radgravur auf rotem Überfangglas, 24 × 20 × 10 cm

1982 ließ sich Borowski in Rheinbach nieder. Er knüpfte Kontakte zu anderen Künstlern wie Pavel Molnár, Udo Edelmann, Gerd Kruft, Erwin Eisch und Jack Ink. Bereits im Herbst 1982 wurde die erste Ausstellung mit seiner Glaskunst in der Galerie Rob van den Doel in Den Haag präsentiert. 
Im März 1983 holte Borowski auch seine Familie in das neue Zuhause. Nach der ersten Veröffentlichung zu Borowskis Objekten in der „Revue“ des Corning Museum of Glass verhalf ihm Siegfried Ehrmann zum endgültigen Durchbruch in Übersee. Der Galerist aus San Francisco besuchte 1984 in Darmstadt eine Ausstellung mit Borowskis Arbeiten und sorgte dafür, dass seine Arbeiten ab 1985 auch in den USA gezeigt wurden. Seitdem wurden Borowskis Glasobjekte regelmäßig in amerikanischen Galerien und Museen präsentiert.
Nach drei Einzelausstellungen in San Francisco erfolgte 1987 erstmals die Präsentation auf der heute als SOFA (The Sculpture Objects Functional Art and Design Fair) bekannten Kunstmesse in Chicago. Nach dem Erfolg der Messeausstellung wurden in den folgenden Jahren zusätzlich zu den jährlichen Einzelausstellungen in San Francisco auch die Sonderausstellungen auf der SOFA-Kunstmesse in Chicago ins Programm aufgenommen.
Die Nachfrage nach Borowskis Kunst wuchs, so dass die Familie 1987 nach Hennef zog und 1988 ein eigenes Glasstudio mit Glasofen einrichtete, aus dem seit 1990 das „Glasstudio Borowski“ unter Beteiligung der beiden älteren Söhne des Künstlers hervorging.

Ausgewählte Werke 1981–1999
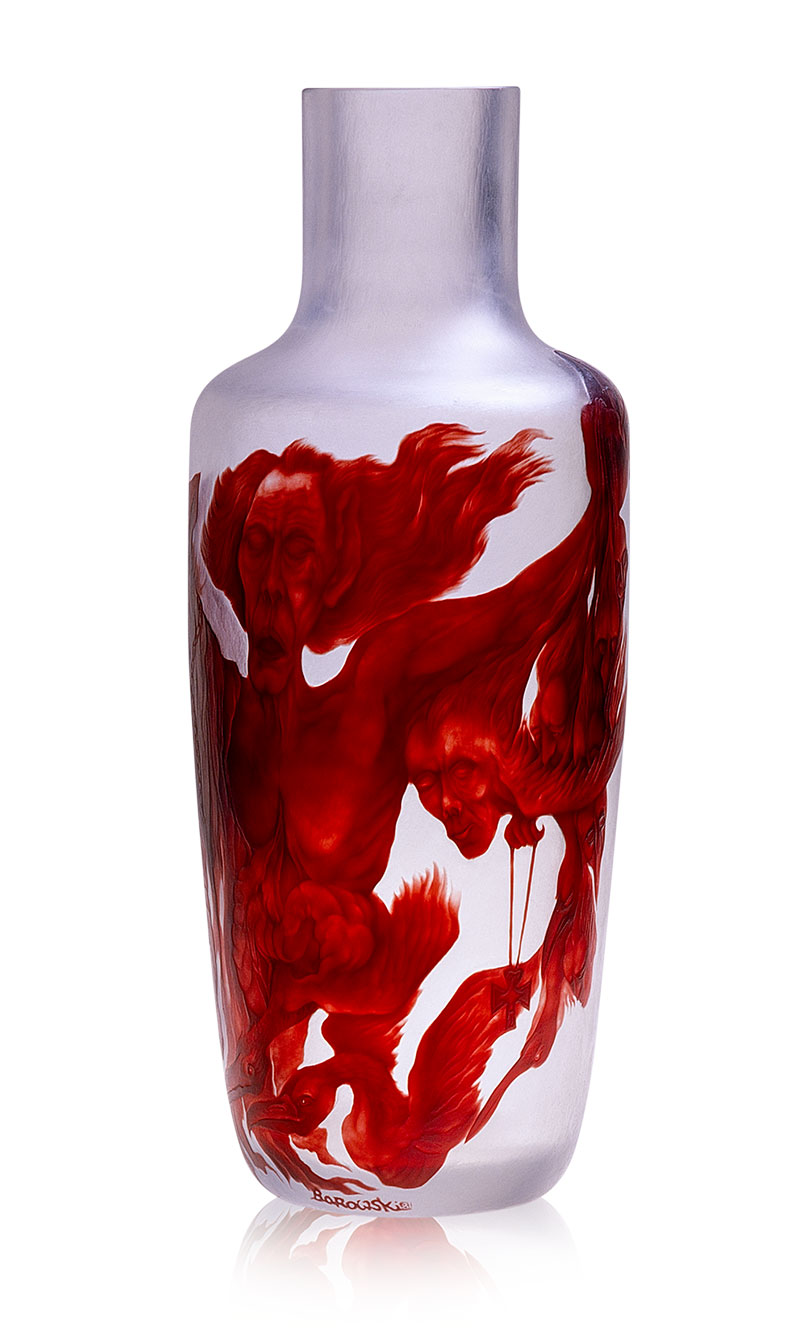
Red Ghost, 1981
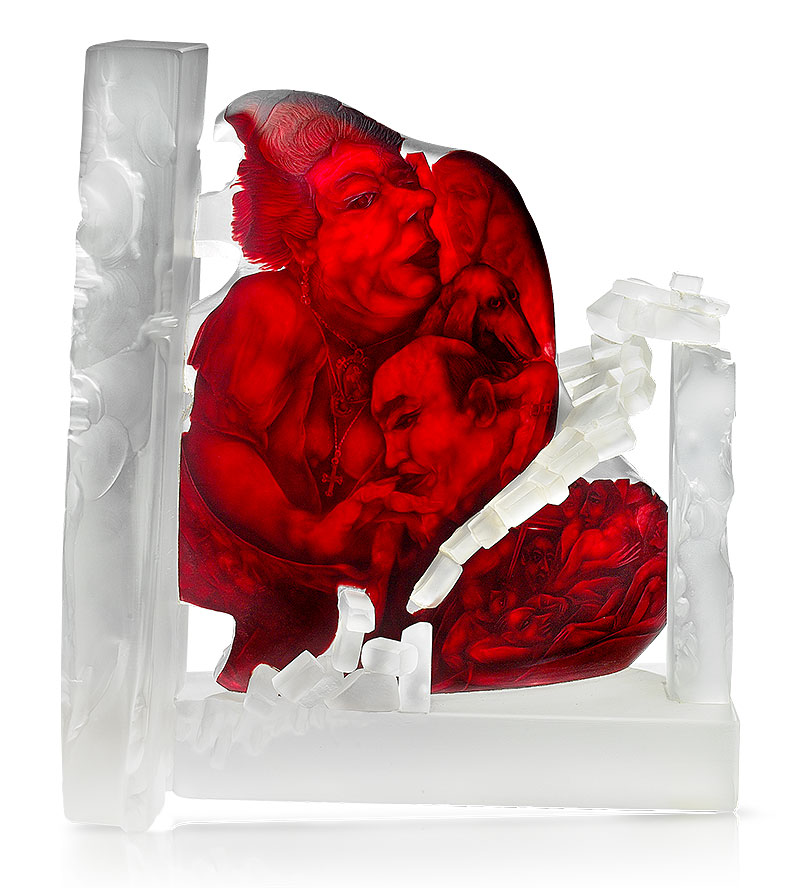
Red Couple, 1985
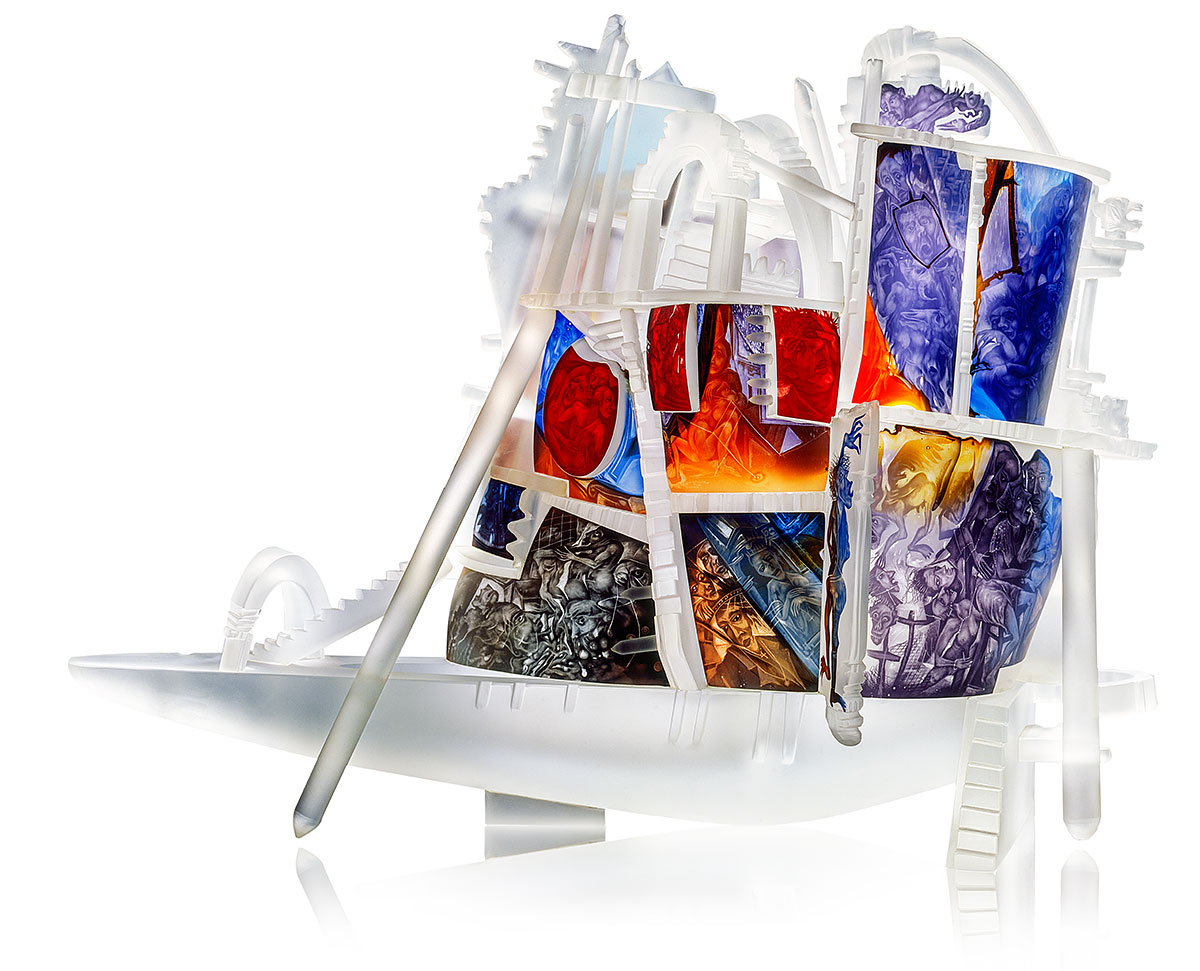
The Swimming Tower Of Babylon, 1995
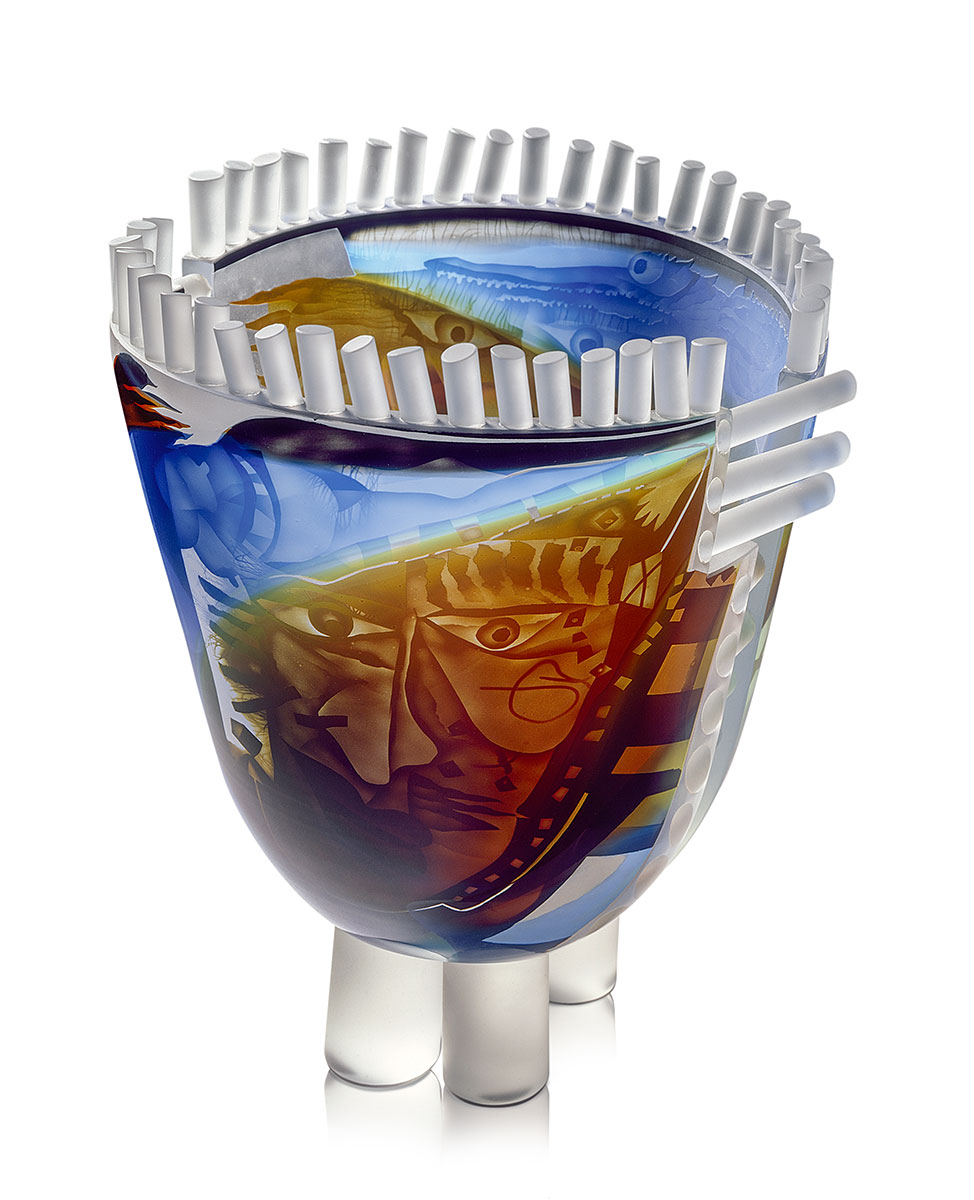
Face to Face, 1996
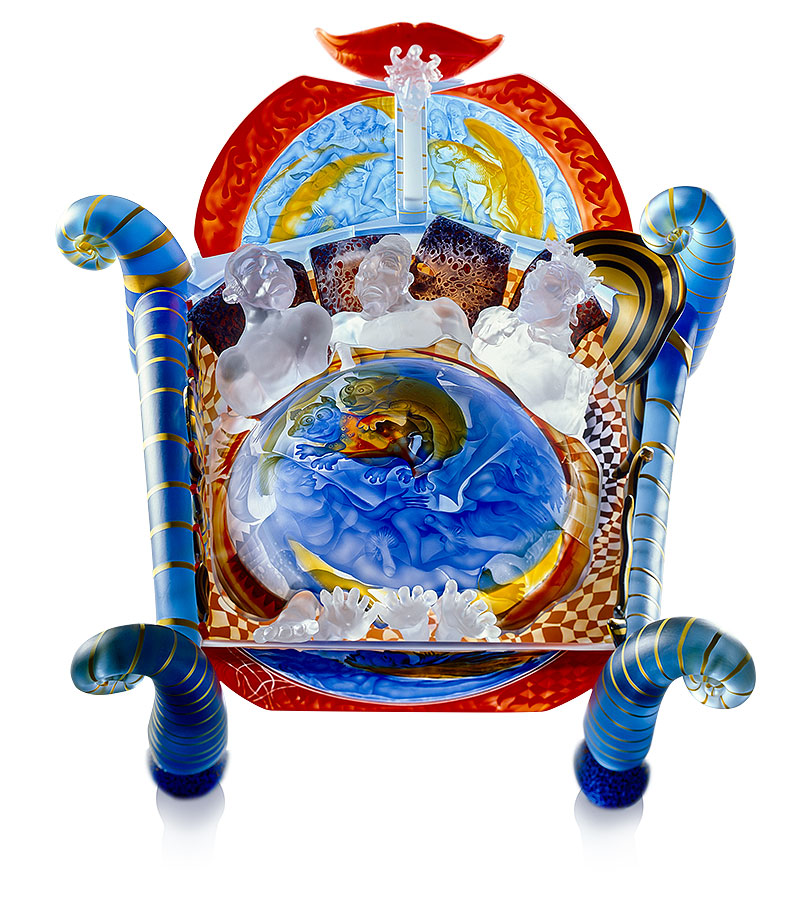
Three in Bed, 1999

### Rückkehr nach Polen 1992
Nach dem politischen Umbruch in Mittel- und Osteuropa verlegte Borowski sein Glasstudio 1992 nach Bolesławiec. Die Familie kehrte nach Polen zurück. In Deutschland blieb nur der Sohn Wiktor, der sich als Manager des Familienunternehmens um die Geschäfte kümmert. Am neuen Ort in Polen arbeiteten nun drei Künstler für die Marke Borowski: Stanisław Borowski, Paweł Borowski und Stani Jan Borowski.
Im Glasstudio Borowski in Tomaszów Bolesławiecki entstehen nicht nur die Unikate, sondern auch Serien, die das wirtschaftliche Rückgrat des Familienunternehmens mit aktuell (Stand 2020) 14 Mitarbeitern bilden.
Borowskis Glaskunst ist bekannt in der ganzen Welt, am meisten in Westeuropa und den USA, am wenigsten wohl in seiner Heimat selbst. Auch hohe Auszeichnungen – Borowski ist Träger des vom Kulturminister verliehenen Ordens „Gloria Artis“ (2009 Bronze und 2014 Gold) und seit 2011 Ehrendoktor der Kunstakademie Wrocław – haben daran wenig geändert.

Ausgewählte Werke seit 2000
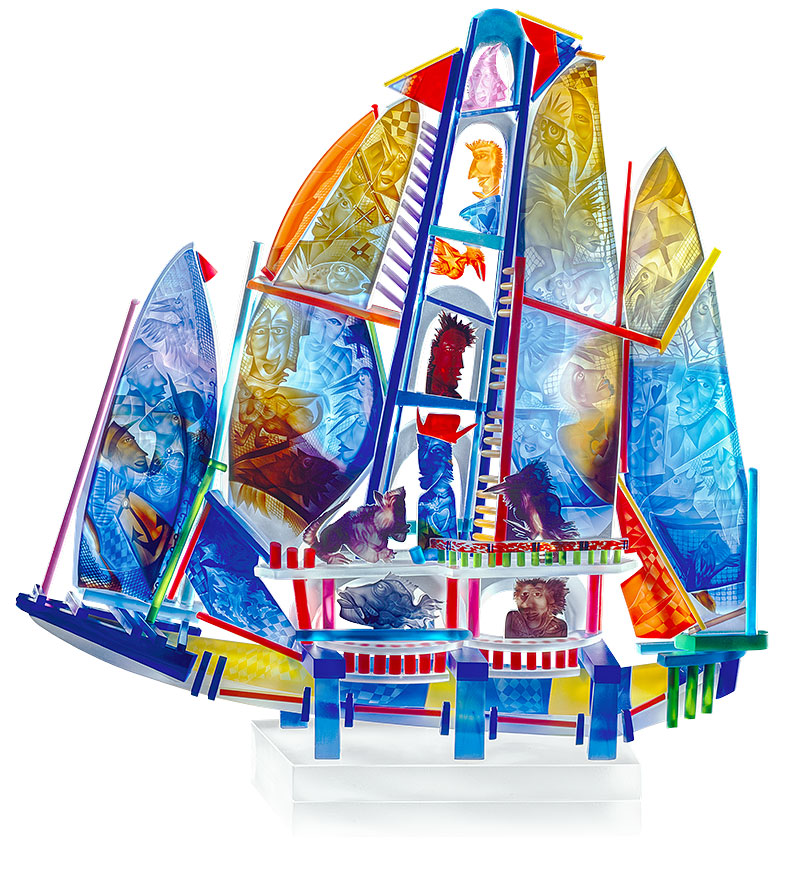
Ship of Fools Sails Away, 2000
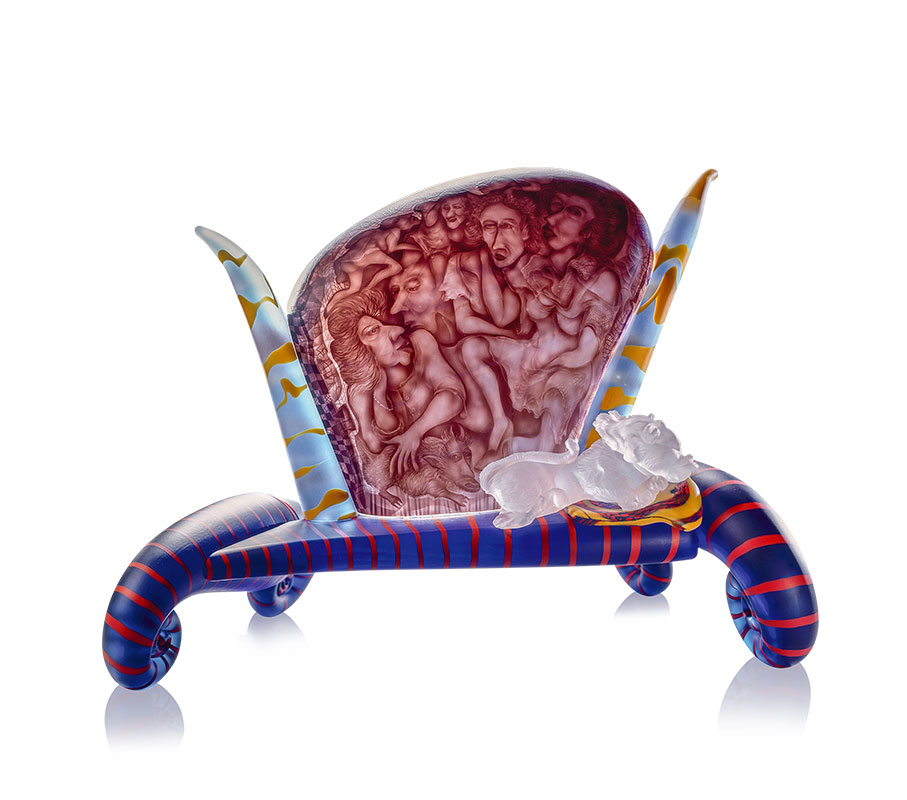
Sofa with a Cat, 2002
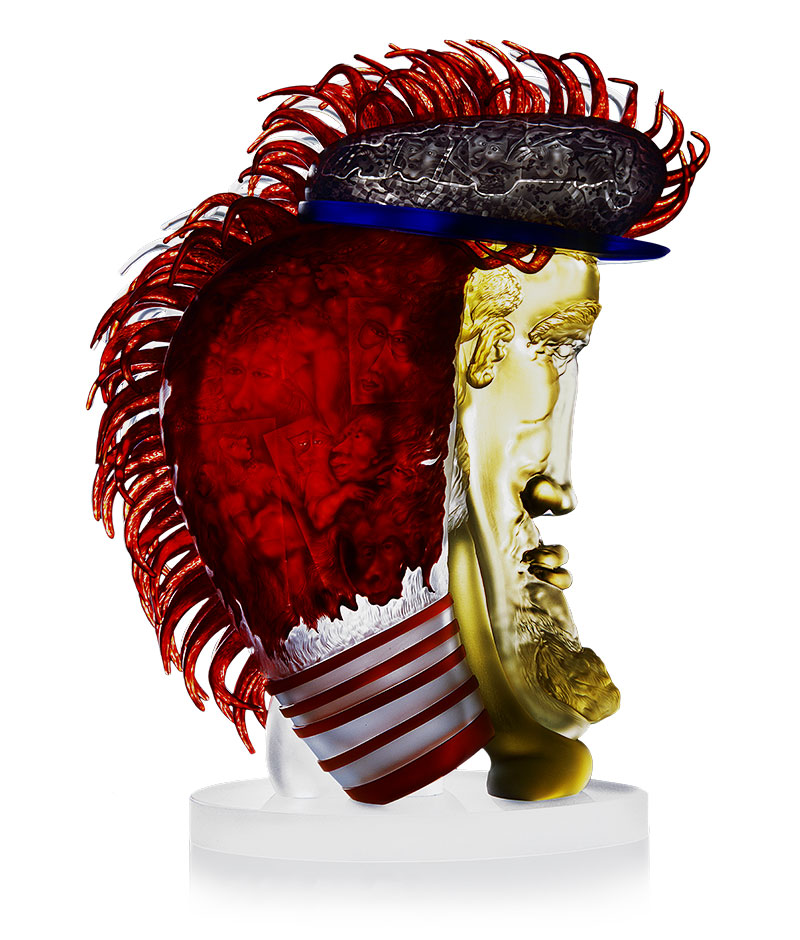
Grande Valentino II, 2005
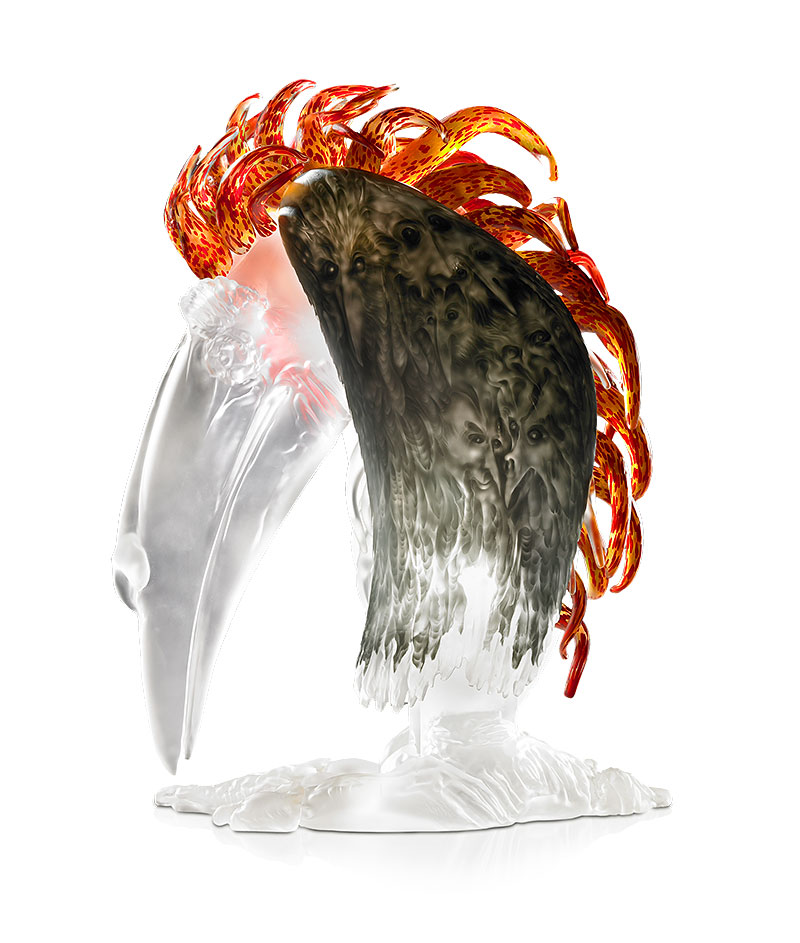
The Bird III, 2006

## Werke

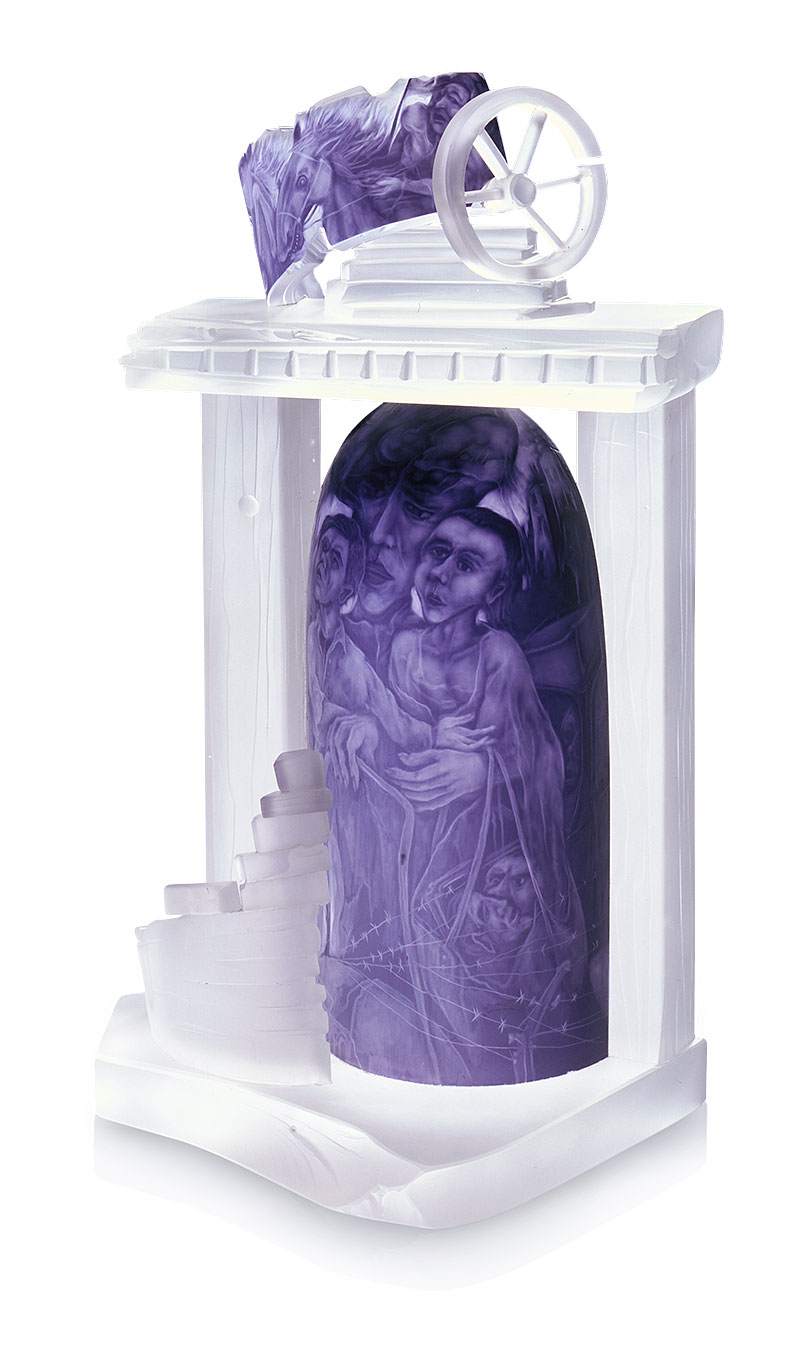
United Again, 1990, Montagetechnik, freigeformte Elemente, Radgravur auf schwarzem Überfangglas, 29 × 17 × 11 cm

Während in seinen ersten Arbeiten aus den 1970er und frühen 1980er Jahren deutliche Anspielungen auf ihren zeitgeschichtlichen Entstehungskontext zu finden sind, kristallisierte sich mit der Zeit immer deutlicher Borowskis eigentliche Inspiration heraus. Es ist der Mensch mit seiner inneren Zerrissenheit und seinen existenziellen Ängsten. Surrealistische, verstörende, oft Schrecken einflößende Fantasiegestalten, Dämonen mit verzerrten menschlichen Gesichtern bevölkern oft seine Objekte und lassen Assoziationen mit den Werken von Salvadore Dalí oder Hieronymus Bosch aufkommen. „Ich weiß nicht, woher sie kommen, sie sitzen einfach tief in mir, sicherlich auch in jedem anderen Menschen. Manchmal wache ich mit einem Bild im Kopf auf und zeichne es schnell um die Idee nicht zu vergessen.“
Borowski ist ein Meister der Überfanggravur. Zunächst wird ein Grundglas mit ein- oder mehrfarbigen Farbglasschichten überzogen. Dann werden diese Farbschichten mit einer Schleifmaschine entsprechend einer zugrunde liegenden Zeichnung vom Grundglas abgetragen. So wird in ein- oder mehrfarbige Überfänge ein Bild hineingraviert. Die Tiefe des Bildes entsteht durch die unterschiedliche Dicke der stehengelassenen Farbschicht. Malerei war für Borowski nie eine Alternative. „Ich kann stunden- und nächtelang am Glas sitzen, an der Leinwand werde ich schnell müde und gelangweilt. Ich hab einige Bilder verbrochen. Es ist nichts für mich. Mein Pinsel ist das Gravurwerkzeug.“
Im Laufe der Jahre wurden Borowskis Arbeiten komplexer und detaillierter. Persönliche Erlebnisse, Träume und Ängste sowie Erfahrungen des 20. Jahrhunderts wurden in eine surrealistische Bildsprache umgesetzt. Mit technischer Perfektion schildert Borowskis Kunst eine sündhafte Welt der Melancholie und Angst. Neben den bisherigen schalenförmigen Objekten entstanden jetzt auch sehr komplexe und dramatische Skulpturen mit rubinrotem Überfang, auf denen er seine apokalyptischen Visionen gravierte.
Durch den zeitlich äußerst aufwendigen Prozess der Gravur konnten jedes Jahr nur relativ wenige Unikate in die Ausstellungen einfließen. Viele der Sammler mussten lange warten, um ein Objekt zu erwerben. Von den nahezu einhundert Arbeiten gingen die meisten an Sammler in den USA.

### Sammlungen und Museen
- The Corning Museum of Glass, Corning, NY, USA[8]
- Glasmuseum Lette, Ernsting Stiftung Alter Hof Herding, Coesfeld, Deutschland[11]
- Europäisches Museum für Modernes Glas, Rödental, Deutschland[12][13]
- Badisches Landesmuseum, Karlsruhe, Deutschland (Inventarnr. DEP. 84/70: Trödelmarkt, 1984, Becher, 16 × 11,2 cm)
- Glasmuseum Frauenau, Frauenau, Deutschland
- Glasmuseum Rheinbach, Museum für nordböhmisches Hohlglas, Rheinbach, Deutschland[14]
- Musée des Arts Décoratifs, Paris, Frankreich
- Muzeum okręgowe Jelenia Góra, Polen
- Nationalmuseum Breslau, Polen[15]

### Ausstellungen
- 1981: Glaskunst 81: Internationale Ausstellung zur Studioglasbewegung der Gegenwart, 3. Sept. – 18. Okt. 1981, Kassel
- 1985: Zweiter Coburger Glaspreis für moderne Glasgestaltung in Europa, Kunstsammlungen der Veste Coburg[16]
- 1992: Glass from Ancient Craft to Contemporary Art: 1962–1992 and Beyond, The Morris Museum, Morristown, New Jersey, USA[17]
- 2002: Visionäre Welten, Schloss Alden Biesen, Belgien, 24. Aug. – 24. Nov. 2002[18][19]
- 2004: Habatat Galleries Michigan, The 32nd Annual International Glass Invitational: The Awards Exhibition 3. April – 1. Mai 2004, Michigan, USA[20]
- 2006: Coburger Glaspreis 2006 für zeitgenössische Glaskunst in Europa, Kunstsammlungen der Veste Coburg 1. April – 30. Juli 2006[21]
- 2006: Glass: Material Matters, Los Angeles County Museum of Art, 30. April – 10. Dez. 2006, Los Angeles, CA, USA[22]
- 2009: Blown Away: International Glass of the 21st Century, 7. Juni – 8. Sept. 2009, The Flint Institute of Arts, Flint, Michigan, USA[23]
- 2011: Animal, Musée des arts décoratifs, Paris, Frankreich, Februar 2010 – November 2011[24]